# Drino lavinia
Drino lavinia är en tvåvingeart som först beskrevs av Charles Howard Curran 1927.  Drino lavinia ingår i släktet Drino och familjen parasitflugor. Inga underarter finns listade i Catalogue of Life.